# Programul Campionatului Mondial de Fotbal 2010
Aceasta este o listă cronologică a meciurilor de la Campionatul Mondial de Fotbal 2010. Toate orele sunt UTC+2 (Ora României și Moldovei este UTC+3). Pentru meciurile din faza grupelelor se pot modifica orele de începere datorită televiziunilor.
| Ziua              | Stadionul și ora            | Faza              | Echipa 1                   | Rezultat       | Echipa 2         |
| ----------------- | --------------------------- | ----------------- | -------------------------- | -------------- | ---------------- |
| vineri 11 iunie   | Johannesburg (SC), 16:00    | Grupa A           | Africa de Sud              | 1 – 1          | Mexic            |
| vineri 11 iunie   | Cape Town, 20:30            | Grupa A           | Uruguay                    | 0 – 0          | Franța           |
| sâmbătă 12 iunie  | Port Elizabeth, 13:30       | Grupa B           | Coreea de Sud              | 2 – 0          | Grecia           |
| sâmbătă 12 iunie  | Johannesburg (Ellis), 16:00 | Grupa B           | Argentina                  | 1 – 0          | Nigeria          |
| sâmbătă 12 iunie  | Rustenburg, 20:30           | Grupa C           | Anglia                     | 1 – 1          | Statele Unite    |
| duminică 13 iunie | Polokwane, 13:30            | Grupa C           | Algeria                    | 0 – 1          | Slovenia         |
| duminică 13 iunie | Pretoria, 16:00             | Grupa D           | Serbia                     | 0 – 1          | Ghana            |
| duminică 13 iunie | Durban, 20:30               | Grupa D           | Germania                   | 4 – 0          | Australia        |
| luni 14 iunie     | Johannesburg (SC), 13:30    | Grupa E           | Țările de Jos              | 2 – 0          | Danemarca        |
| luni 14 iunie     | Bloemfontein, 16:00         | Grupa E           | Japonia                    | 1 – 0          | Camerun          |
| luni 14 iunie     | Cape Town, 20:30            | Grupa F           | Italia                     | 1 – 1          | Paraguay         |
| marți 15 iunie    | Rustenburg, 13:30           | Grupa F           | Noua Zeelandă              | 1 – 1          | Slovacia         |
| marți 15 iunie    | Port Elizabeth, 16:00       | Grupa G           | Coasta de Fildeș           | 0 – 0          | Portugalia       |
| marți 15 iunie    | Johannesburg (Ellis), 20:30 | Grupa G           | Brazilia                   | 2 – 1          | Coreea de Nord   |
| miercuri 16 iunie | Nelspruit, 13:30            | Grupa H           | Honduras                   | 0 – 1          | Chile            |
| miercuri 16 iunie | Durban, 16:00               | Grupa H           | Spania                     | 0 – 1          | Elveția          |
| miercuri 16 iunie | Pretoria, 20:30             | Grupa A           | Africa de Sud              | 0 – 3          | Uruguay          |
| joi 17 iunie      | Johannesburg (SC), 13:30    | Grupa B           | Argentina                  | 4 – 1          | Coreea de Sud    |
| joi 17 iunie      | Bloemfontein, 16:00         | Grupa B           | Grecia                     | 2 – 1          | Nigeria          |
| joi 17 iunie      | Polokwane, 20:30            | Grupa A           | Franța                     | 0 – 2          | Mexic            |
| vineri 18 iunie   | Port Elizabeth, 13:30       | Grupa D           | Germania                   | 0 – 1          | Serbia           |
| vineri 18 iunie   | Johannesburg (Ellis), 16:00 | Grupa C           | Slovenia                   | 2 – 2          | Statele Unite    |
| vineri 18 iunie   | Cape Town, 20:30            | Grupa C           | Anglia                     | 0 – 0          | Algeria          |
| sâmbătă 19 iunie  | Durban, 13:30               | Grupa E           | Țările de Jos              | 1 – 0          | Japonia          |
| sâmbătă 19 iunie  | Rustenburg, 16:00           | Grupa D           | Ghana                      | 1 – 1          | Australia        |
| sâmbătă 19 iunie  | Pretoria, 20:30             | Grupa E           | Camerun                    | 1 – 2          | Danemarca        |
| duminică 20 iunie | Bloemfontein, 13:30         | Grupa F           | Slovacia                   | 0 – 2          | Paraguay         |
| duminică 20 iunie | Nelspruit, 16:00            | Grupa F           | Italia                     | 1 – 1          | Noua Zeelandă    |
| duminică 20 iunie | Johannesburg (SC), 20:30    | Grupa G           | Brazilia                   | 3 – 1          | Coasta de Fildeș |
| luni 21 iunie     | Cape Town, 13:30            | Grupa G           | Portugalia                 | 7 – 0          | Coreea de Nord   |
| luni 21 iunie     | Port Elizabeth, 16:00       | Grupa H           | Chile                      | 1 – 0          | Elveția          |
| luni 21 iunie     | Johannesburg (Ellis), 20:30 | Grupa H           | Spania                     | 2 – 0          | Honduras         |
| marți 22 iunie    | Rustenburg, 16:00           | Grupa A           | Mexic                      | 0 – 1          | Uruguay          |
| marți 22 iunie    | Bloemfontein, 16:00         | Grupa A           | Franța                     | 1 – 2          | Africa de Sud    |
| marți 22 iunie    | Durban, 20:30               | Grupa B           | Nigeria                    | 2 – 2          | Coreea de Sud    |
| marți 22 iunie    | Polokwane, 20:30            | Grupa B           | Grecia                     | 0 – 2          | Argentina        |
| miercuri 23 iunie | Port Elizabeth, 16:00       | Grupa C           | Slovenia                   | 0 – 1          | Anglia           |
| miercuri 23 iunie | Pretoria, 16:00             | Grupa C           | Statele Unite              | 1 – 0          | Algeria          |
| miercuri 23 iunie | Johannesburg (SC), 20:30    | Grupa D           | Ghana                      | 0 – 1          | Germania         |
| miercuri 23 iunie | Nelspruit, 20:30            | Grupa D           | Australia                  | 2 – 1          | Serbia           |
| joi 24 iunie      | Johannesburg (Ellis), 16:00 | Grupa F           | Slovacia                   | 3 – 2          | Italia           |
| joi 24 iunie      | Polokwane, 16:00            | Grupa F           | Paraguay                   | 1 – 0          | Noua Zeelandă    |
| joi 24 iunie      | Rustenburg, 20:30           | Grupa E           | Danemarca                  | 1 – 3          | Japonia          |
| joi 24 iunie      | Cape Town, 20:30            | Grupa E           | Camerun                    | 1 – 2          | Țările de Jos    |
| vineri 25 iunie   | Durban, 16:00               | Grupa G           | Portugalia                 | 0 – 0          | Brazilia         |
| vineri 25 iunie   | Nelspruit, 16:00            | Grupa G           | Coreea de Nord             | 0 – 3          | Coasta de Fildeș |
| vineri 25 iunie   | Pretoria, 20:30             | Grupa H           | Chile                      | 1 – 2          | Spania           |
| vineri 25 iunie   | Bloemfontein, 20:30         | Grupa H           | Elveția                    | 0 – 0          | Honduras         |
| sâmbătă 26 iunie  | Port Elizabeth, 16:00       | Optimi — Meciul 1 | Uruguay                    | 2 – 1          | Coreea de Sud    |
| sâmbătă 26 iunie  | Rustenburg, 20:30           | Optimi — Meciul 3 | Statele Unite ale Americii | 1 – 2          | Ghana            |
| duminică 27 iunie | Bloemfontein, 16:00         | Optimi — Meciul 4 | Germania                   | 4 – 1          | Anglia           |
| duminică 27 iunie | Johannesburg (SC), 20:30    | Optimi — Meciul 2 | Argentina                  | 3 – 1          | Mexic            |
| luni 28 iunie     | Durban, 16:00               | Optimi — Meciul 5 | Țările de Jos              | 2 – 1          | Slovacia         |
| luni 28 iunie     | Johannesburg (Ellis), 20:30 | Optimi — Meciul 7 | Brazilia                   | 3 – 0          | Chile            |
| marți 29 iunie    | Pretoria, 16:00             | Optimi — Meciul 6 | Paraguay                   | 0 – 0          | Japonia          |
| marți 29 iunie    | Cape Town, 20:30            | Optimi — Meciul 8 | Spania                     | 1 – 0          | Portugalia       |
| miercuri 30 iunie | Zile de odihnă              | Zile de odihnă    | Zile de odihnă             | Zile de odihnă | Zile de odihnă   |
| joi 1 iulie       | Zile de odihnă              | Zile de odihnă    | Zile de odihnă             | Zile de odihnă | Zile de odihnă   |
| vineri 2 iulie    | Port Elizabeth, 16:00       | Sfertul C         | Țările de Jos              | 2 – 1          | Brazilia         |
| vineri 2 iulie    | Johannesburg (SC), 20:30    | Sfertul A         | Uruguay                    | 1 – 1          | Ghana            |
| sâmbătă 3 iulie   | Cape Town, 16:00            | Sfertul B         | Argentina                  | 0 – 4          | Germania         |
| sâmbătă 3 iulie   | Johannesburg (Ellis), 20:30 | Sfertul D         | Paraguay                   | 0 – 1          | Spania           |
| duminică 4 iulie  | Zile de odihnă              | Zile de odihnă    | Zile de odihnă             | Zile de odihnă | Zile de odihnă   |
| luni 5 iulie      | Zile de odihnă              | Zile de odihnă    | Zile de odihnă             | Zile de odihnă | Zile de odihnă   |
| marți 6 iulie     | Cape Town, 20:30            | Semifinala I      | Uruguay                    | 2 – 3          | Țările de Jos    |
| miercuri 7 iulie  | Durban, 20:30               | Semifinala II     | Germania                   | 0 – 1          | Spania           |
| joi 8 iulie       | Zile de odihnă              | Zile de odihnă    | Zile de odihnă             | Zile de odihnă | Zile de odihnă   |
| vineri 9 iulie    | Zile de odihnă              | Zile de odihnă    | Zile de odihnă             | Zile de odihnă | Zile de odihnă   |
| sâmbătă 10 iulie  | Port Elizabeth, 20:30       | Finala mică       | Uruguay                    | 2 – 3          | Germania         |
| duminică 11 iulie | Johannesburg (SC), 20:30    | Finala            | Țările de Jos              | 0 – 1          | Spania           |